# Ліпувець (Мазовецьке воєводство)
Ліпувець (пол. Lipówiec) — село в Польщі, у гміні Ойжень Цехановського повіту Мазовецького воєводства.
Населення — 42 особи (2011).
У 1975-1998 роках село належало до Цехановського воєводства.

## Демографія
Демографічна структура станом на 31 березня 2011 року:
|          | Загалом | Допрацездатний вік | Працездатний вік | Постпрацездатний вік |
| -------- | ------- | ------------------ | ---------------- | -------------------- |
| Чоловіки | 21      | 4                  | 16               | 1                    |
| Жінки    | 21      | 2                  | 15               | 4                    |
| Разом    | 42      | 6                  | 31               | 5                    |